# Das Geheimnis der Nicolini
Das Geheimnis der Nicolini ist ein historischer Roman des deutschen Autors Klas Ewert Everwyn, der 2005 veröffentlicht wurde.

## Handlung
Das Geheimnis der Nicolini. Eine Liebe im bergischen Glaubenskampf spielt vor dem Hintergrund der religiösen Auseinandersetzungen in Waldbröl zwischen Katholiken und Lutheranern um 1703.
Der aus Neviges stammende Tuchweber und Händler Johann Nicolini möchte in Waldbröl Vollleinen von den hier vermehrt arbeitenden Blaufärbern verarbeiten lassen. Rein zufällig läuft ihm das lutherische Mädchen Elsbeth über den Weg, beide verlieben sich und sind alsbald in den oben erwähnten Konflikt verstrickt, da Johanns Familie aus dem Veltlin stammt und demzufolge katholisch ist. Darüber hinaus versucht Nicolini ein kaum definierbares „dunkles Geheimnis“ seiner Familie zu lösen.

## Hintergrund
Der ehemalige Verwaltungsangestellte und Buchautor Everwyn benutzte Nicolas Nicolin selbst als Pseudonym.

## Ausgaben
- Klas Ewert Everwyn: Das Geheimnis der Nicolini. Eine Liebe im bergischen Glaubenskampf. Droste,  Düsseldorf 2005, 175 S., ISBN 3-7700-1196-1

## Rezensionen
„Bedauerlicherweise entwickelt sich (..) keine Nähe zum lesenden Publikum, die Figuren wirken zwar nicht unsympathisch, aber eben auch nicht so interessant, dass man mehr Anteil an ihrem Schicksal nehmen möchte. Wenn dann neben dem spekulativen Versuch der Annäherung an die damalige Sprache stilistische Manierismen wie die Anhäufung von Adjektiven einhergeht, verliert man die Lust an der Lektüre.“

## Belege
1. ↑  Klaus Herdepe: Klas Ewert Everwyn: Das Geheimnis der Nicolini. Eine Liebe im bergischen Glaubenskampf; in: Romerike Berge, Jahrgang 56, Heft 4, S. 60f.